# Universidad Adventista del Plata
A Universidad Adventista del Plata ou (em português brasileiro) Universidade Adventista do Rio da Prata é uma instituição educacional privada localizada na localidade de Libertador San Martín, Província Entre Rios, Argentina, a 55 km da cidade de Paraná e a 450 km da cidade de Buenos Aires. Suas origens remontam a 1898. Em seus primórdios, tratava-se de uma pequena escola rural, que depois veio a transformar-se no Colégio Adventista do Rio da Prata. Foi autorizada provisoriamente, por parte do Ministério de Cultura e Educação da Argentina, em 1990, com o nome de Universidad Adventista del Plata. Posteriormente, depois de superar a avaliação de credenciamento da CONEAU e da assinatura do decreto de credenciamento do presidente interino Eduardo Duhalde no ano de 2002, recebeu a autorização definitiva.
A UAP trabalha respaldada pelo sistema educacional da Igreja Adventista do Sétimo Dia, a qual administra mais de 7200 estabelecimentos acadêmicos e aproximadamente 69.000 docentes ao redor do mundo. As atividades acadêmicas desenvolvem-se num campus que abrange cerca de 18 hectares. Nele funcionam, quadrimestralmente de março a dezembro, quatro unidades acadêmicas, além do Instituto Superior Adventista do Prata, que oferece a formação para professores de Educação Inicial, Educação Primária, Artes em Música e Biologia.
O complexo desportivo inclui campos, piscina e um ginásio coberto no qual se realizam atividades recreativas organizadas. Cabe destacar a importante contribuição das ciências da comunicação, já que a Instituição conta com uma transmissora de FM, um centro televisivo e estúdios de gravação, os quais permitem enriquecer as atividades da mesma. Estas contribuem uma nova visão sobre o desenvolvimento acadêmico e social da UAP.
Uma das características especiais da UAP é a percentagem de alunos estrangeiros, sendo superior às 800 pessoas de um total de aproximadamente 3000 estudantes, representando 52 nacionalidades diferentes no ano 2011. É a universidade com maior percentagem de estrangeiros na Argentina. Isto se deve à integração da universidade ao Sistema Educacional Adventista (um dos maiores sistemas educacionais privados do mundo), ao Adventist College Abroad e à oferta do ensino de língua espanhola para estrangeiros (CLE). Também destacam à universidade o enfoque médico preventivo de seus estudantes de Ciências da Saúde, e o enfoque cristão e missionário que se dá em todas as formações.

## Histórico
Em 1898, os adventistas reuniam-se na zona de Crespo Campo para analisar o panorama da obra adventista na Argentina. Estava presente o Pastor Francisco Westphal, missionário recém-chegado às terras do Rio da Prata.

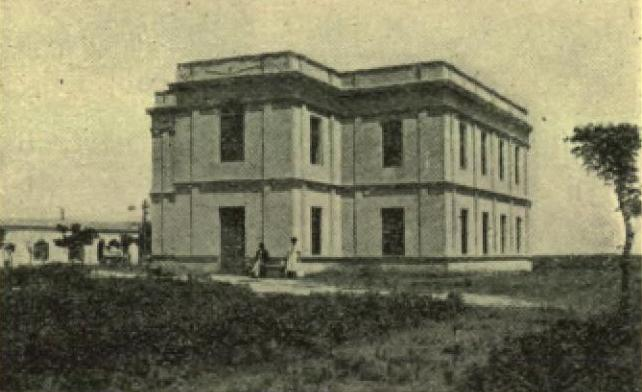
Edifício de 1909

No ano 1898, pintava um panorama sombrio. As colheitas haviam sido reduzidas nos últimos anos significativamente pela ação da langosta e os camponeses estavam com dificuldades. E apesar de existir o desejo de ter um colégio parecia difícil e não havia sido decido nada. No entanto, em 26 de setembro, quando estava a ponto de finalizar este encontro aconteceu um fato significativo: Chegou a Crespo Campo Luis Ernst, um jovem uruguaio que chegava para estudar no "Colégio Adventista". Uma instituição ainda inexistente. Nesse dia os pioneiros decidiram que tinha chegado o momento de olhar o futuro para além das dificuldades desse fim de século para com fé ver uma instituição onde não tinha nada. A reunião dos adventistas de Crespo terminou com alegria: Tinha-se decidido fundar um colégio. O jovem Ernst acompanhou um tempo ao Pr. Westphal em sua tarefa pastoral durante algum tempo até que terminou-se de instalar o primeiro edifício educacional. Em contrapartida, recebia aulas de gramática e teologia e como ser um bom aluno. A escola iniciou suas atividades nas Tunas (SantaFe) onde se tinha estabelecido uma comunidade adventista, até que se construíssem os edifícios em Entre Rios. Ali o primeiro professor foi Nelson Town e com o tempo o colégio tranferiu-se finalmente para a zona de Camarero em terrenos cedidos pela família Lust.

## De Colégio a Universidade

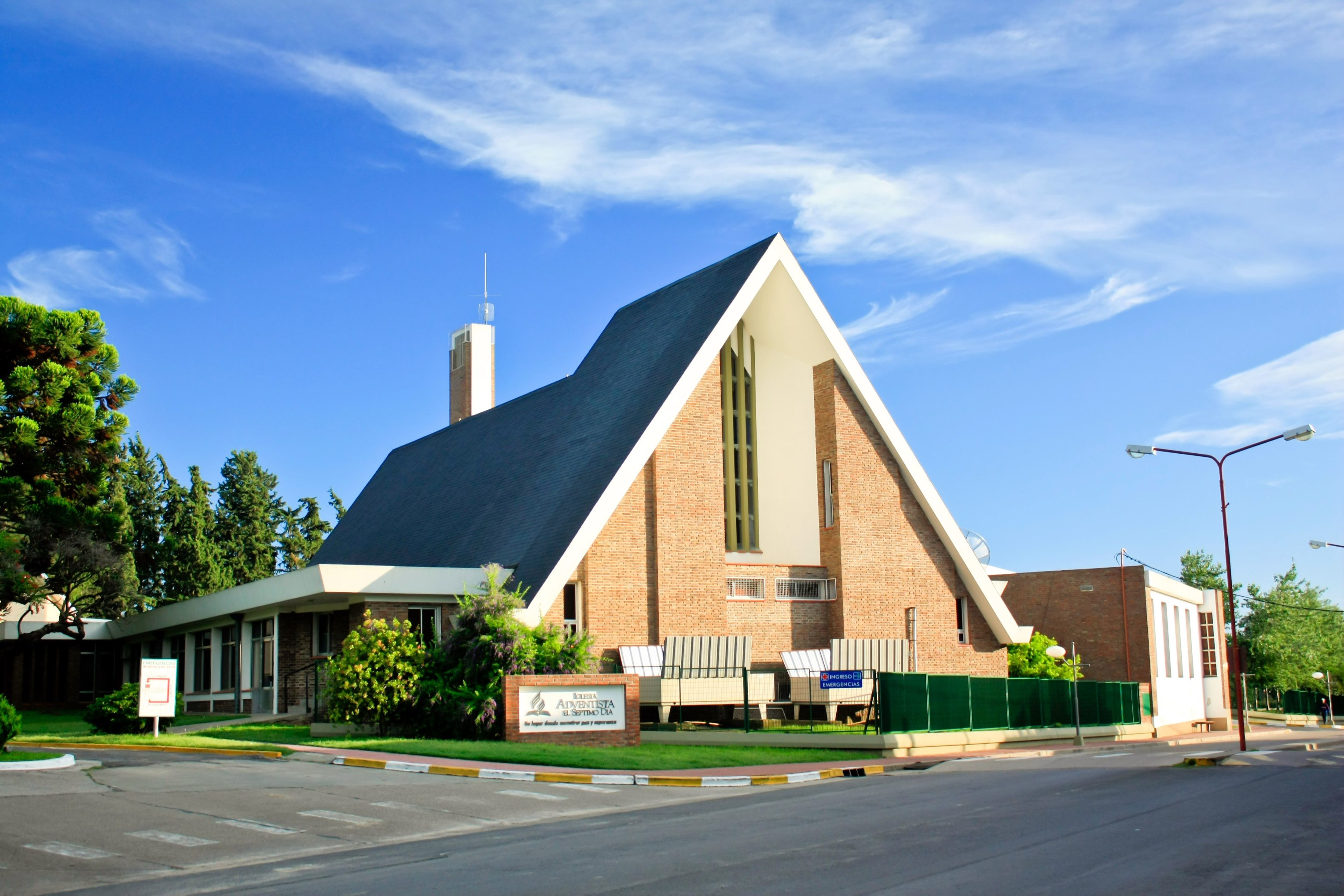

Em 7 de dezembro de 1990, o Colégio Adventista do Rio da Prata transforma-se em Universidade Adventista do Rio da Prata (UAP), sendo reconhecida oficialmente pelo Ministério de Cultura e Educação da Nação por Resolução Ministerial N.º 2241/90. Atualmente a UAP é a instituição educacional adventista mais antiga de América do Sul. Tem mais de 2500 alunos nos três níveis de ensino: primário, secundário e superior. Sua oferta acadêmica universitária tem mais de 30 títulos, incluindo carreiras como Teologia, Comunicação Social, Nutrição, Educação Física, Tradução Pública de Inglês, Ensino de Inglês, Psicologia, Medicina, Contabilidade, Licenciatura em Sistemas, etc.

## Faculdades
- Faculdade de Teología (FT): A Faculdade de Teologia, como escola, centro de investigação e comunidade espiritual, oferece carreiras de grau e pós-graduação em teologia, capacitando a seus egressos para estabelecer relações redentoras com a cada ser humano, sem importar raças, credos ou ideologias.[2] Procura prover substancial instrução para o desenvolvimento de habilidades e destrezas em matéria de conhecimento bíblico, linguístico, teológico, histórico, missiológico e pastoral.

- Faculdade de Ciências da Saúde (FCS)[3]

- Faculdade de Ciências Económicas e da Administração (FACEA): A Faculdade de Ciências Económicas e da Administração tem implementado uma importantíssima série de carreiras para preparar excelentes profissionais no área.[4] Conta com um plantel docente de profissionais de longa trajectória académica e também jovens que ejercitan sua profissão trazendo às salas sua experiência trabalhista e os requerimentos actuais da economia e a administração, disciplinas de rápida e constante evolução num mundo cambiante e de rápida globalização.

- Faculdade de Humanidades, Educação e Ciências Sociais(FHEyCS).[5] A Licenciatura em Psicologia é a principal carreira, segunda em quantidade de alunos na UAP, por trás de Medicina. Destaca-se em investigação e publicações científicas.

## Oferta acadêmica
- Títulos Universitarios
  - Licenciatura en Psicología
  - Profesorado en Ciencias de la Educación
  - Profesorado en Educación Física
  - Profesorado Universitario
  - Profesorado en Inglés
  - Traductorado Público en Inglés
  - Comunicación Social
  - Licenciatura en Comunicación Social
  - Analista Administrativo
  - Licenciatura en Administración
  - Analista Contable
  - Contador Público
  - Asistente Ejecutivo
  - Analista Programador
  - Analista en Sistemas
  - Ingeniería en Sistemas de la Información
  - Medicina
  - Odontología
  - Enfermería
  - Licenciatura en Enfermería
  - Técnico en Nutrición
  - Licenciatura en Nutrición
  - Licenciatura en Kinesiología y Fisiatría
  - Instructorado Bíblico Universitario
  - Licenciatura en Teología
  - Doctorado en Teología
  - Maestría en Teología

- Instituto Superior Adventista do Prata (ISAP)[6]
  - Profesorado de Artes em Música
  - Profesorado de Educação Primária
  - Profesorado de Educação Inicial

- Nível Médio
  - Ciclo Básico Comum
  - Polimodal em Ciências Naturais com Orientação em Saúde
  - Polimodal em Economia e Gestão de Organizações com Orientação em Contexto Socioeconómico

## Centros de Investigações
- Instituto de Investigações Teológicas
- Centro de Investigação em Psicologia e Ciências Afines
- Centro de Investigação White - Sede Argentina[7]
- Instituto de Investigações de Geociencia - Sede Sudamericana[8]
- Instituto de Investigação de Ciências da Saúde
- Instituto de Engenharia do Software (INIS)

## Biblioteca

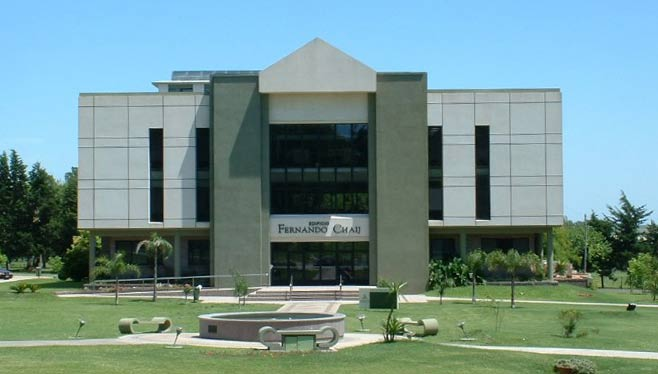

Conta com uma das maiores e mais modernas bibliotecas da província de Entre Rios.
A Biblioteca E. I. Mohr conta com instalações modernas que ocupam ao redor de 2200 metros quadrados no edifício Fernando Chaij. Este edifício foi expressamente construído tendo em conta as necessidades da biblioteca e é ademais compartilhado com o Centro de Investigações White, o Centro de Tecnologia Educativa para o Autoaprendizagem, o Auditório Raúl Cesán e o Museu David Rhys.

## Publicações
- La Agenda[10]
- Davar Logos[11]
- Signos[12]
- La Voz[13]
- Enfoques[14]